# Смардовське-Олендри
Смардовське-Олендри (пол. Smardowskie Olendry) — село в Польщі, у гміні Острув-Велькопольський Островського повіту Великопольського воєводства.
Населення — 114 осіб (2011).

## Демографія
Демографічна структура станом на 31 березня 2011 року:
|          | Загалом | Допрацездатний вік | Працездатний вік | Постпрацездатний вік |
| -------- | ------- | ------------------ | ---------------- | -------------------- |
| Чоловіки | 54      | 10                 | 42               | 2                    |
| Жінки    | 60      | 10                 | 35               | 15                   |
| Разом    | 114     | 20                 | 77               | 17                   |